# Таксай
Такса́й (каз. Тақсай) — село у складі Теректинського району Західноказахстанської області Казахстану. Входить до складу Теректинського сільського округу.
У радянські часи село називалось Донецький, до 2020 року — Донецьк.
Населення — 124 особи (2021; 188 у 2009, 313 у 1999, 339 у 1989).